# Abdallah Kaâbi
Abdallah Kaâbi (arabe : عبد الله الكعبي), né le 26 septembre 1951 à Kairouan, est un homme politique tunisien.

## Carrière
Dans sa jeunesse, il milite dans les rangs des étudiants destouriens à la faculté de droit de Tunis, ainsi que dans les rangs de la jeunesse destourienne.
Gouverneur de l'Ariana du 3 février 1988 au 25 octobre 1990, il devient gouverneur de Tunis jusqu'au 17 novembre 1999, date de sa nomination en tant que secrétaire général du gouvernement tunisien.
Le 23 janvier 2001, il est nommé ministre de l'Intérieur, remplaçant à ce poste Abdallah Kallel. Il reste ministre jusqu'au 27 avril 2002, avant d'être remplacé par Hédi M'henni. Le 10 novembre 2004, il devient ministre de la Jeunesse et des Sports, à la place d'Abderrahim Zouari, jusqu'au 29 août 2008, date à laquelle il est remplacé par Samir Lâabidi.
Il est commandeur de l'Ordre de la République et officier de l'Ordre du 7-Novembre.

## Vie privée
Il est marié et père de deux filles.